# Martin Mindermann
Martin Mindermann (* 1960 in Bremen) ist ein deutscher Keramikkünstler. Er schuf vor allem Raku-Keramik.

## Leben
Mindermann absolvierte von 1977 bis 1980 eine Ausbildung zum Malergesellen. Von 1984 bis 1990 erfolgte ein Studium an der Hochschule für Künste in Bremen bei Dorothee Colberg-Tjadens und Fritz Vehring. 1994–2005 beteiligte er sich an der Ateliergemeinschaft Altes Pumpwerk in Bremen. 2003 bekam er einen Lehrauftrag an der Hochschule für Künste Bremen. Seit 2005 hat Mindermann ein eigenes Atelier in Oyten. 2013 erhielt er einen Lehrauftrag der Staatlichen Keramikschule in Landshut.

### Auszeichnungen
- 1988: Keramikpreis der Frechener Kulturstiftung
- 1988: Medaille d' or d'Emaille, Xlime Biennale Ceramique d’Art Vallauris
- 1989: 1. Preis Zeitgenössische Keramik, Offenburg
- 1990: Preis der Stadt Verden
- 1992: Bayrischer Staatspreis und Goldmedaille
- 1993: Bremer Förderpreis für das Kunsthandwerk
- 1996: 1. Preis Zeitgenössische Keramik, Offenburg, gemeinsam mit Elisabeth Wischeropp
- 1996: Auguste-Papendiek-Preis, Bremen
- 2003: Euregio-Preis, Keramik-Museum Raeren, Belgien
- 2009: 1. Preis der Handwerkskammer Koblenz

### Arbeiten in Öffentlichen Sammlungen
- Staatliche Museen Preussischer Kulturbesitz
- Kunstgewerbemuseum Berlin
- Landesmuseum Bremen
- Keramikmuseum Veste Coburg
- Hetjens-Museum Düsseldorf
- Keramion Frechen
- Museum für Kunst und Gewerbe Hamburg
- Keramikmuseum Westerwald, Höhr-Grenzhausen
- Grassi-Museum Leipzig
- Museum am Burghof Lörrach
- Ritterhaus-Museum Offenburg
- Landesmuseum Oldenburg
- Württembergisches Landesmuseum Stuttgart
- Städtisches Kunstmuseum Taipeh, Taiwan
- Schloss Etelsen Verden
- Emslandmuseum Schloss Clemenswerth
- Museum Eckernförde